# Klemen Selakovič
Klemen Selakovič, slovenski publicist in grafični oblikovalec, * 13. november 1990.
Je avtor in voditelj podkasta AIDEA.

## AIDEA
Selakovič je v letu 2019 začel z ustvarjanjem podkasta AIDEA, ki je sčasoma postal eden izmed najbolj priljubljenih slovenskih podkastov. V njem gosti goste, s katerimi razpravlja o širokem naboru tem, med drugim o ustvarjalnosti, ljubezni, zasvojenostih, odnosih, duhovnosti, drogah, tehnologiji, prihodnosti ... Sam pravi, da v AIDEI zbira misli o življenju, kot ga trenutno vidi oz. je to »ideja o neidejah«.
Je avtor knjige Aidea: 100 zapisov in modrosti o zavesti, ljubezni, drogah, tehnologiji in prihodnosti človeštva (COBISS), v kateri je zbral sto najbolj zanimivih citatov svojih sogovornikov, ki jih je gostil v podkastu. Ob citatih, ki so napisani na črnih straneh, je v knjigi dodal tudi svoja razmišljanja, ki so napisana na belih straneh.